# Guadalajara (pokrajina)
Guadalajara je španjolska provincija smještena u središnjem dijelu 
Španjolske, u autonomnoj zajednici Kastilja-La Mancha. Pokrajina ima 255.426 stanovnika (1. siječnja 2014.), a prostire se na 12.167 km².
Glavni grad pokrajine je Guadalajara.